# Gemerská Ves
Gemerská Ves – wieś (obec) na Słowacji położona w kraju bańskobystrzyckim, w powiecie Revúca. Pierwsze wzmianki o miejscowości pochodzą z roku 1266.
Według danych z dnia 31 grudnia 2012, wieś zamieszkiwało 958 osób, w tym 473 kobiety i 485 mężczyzn.
W 2001 roku rozkład populacji względem narodowości i przynależności etnicznej wyglądał następująco:
- Słowacy – 19,1%
- Czesi – 0,22%
- Romowie – 12,99%
- Węgrzy – 67,47%

Ze względu na wyznawaną religię struktura mieszkańców kształtowała się w 2001 roku następująco:
- Katolicy rzymscy – 81,77%
- Grekokatolicy – 0,22%
- Ewangelicy – 3,38%
- Ateiści – 8,19%
- Nie podano – 1,09%